# سیارک ۵۷۳

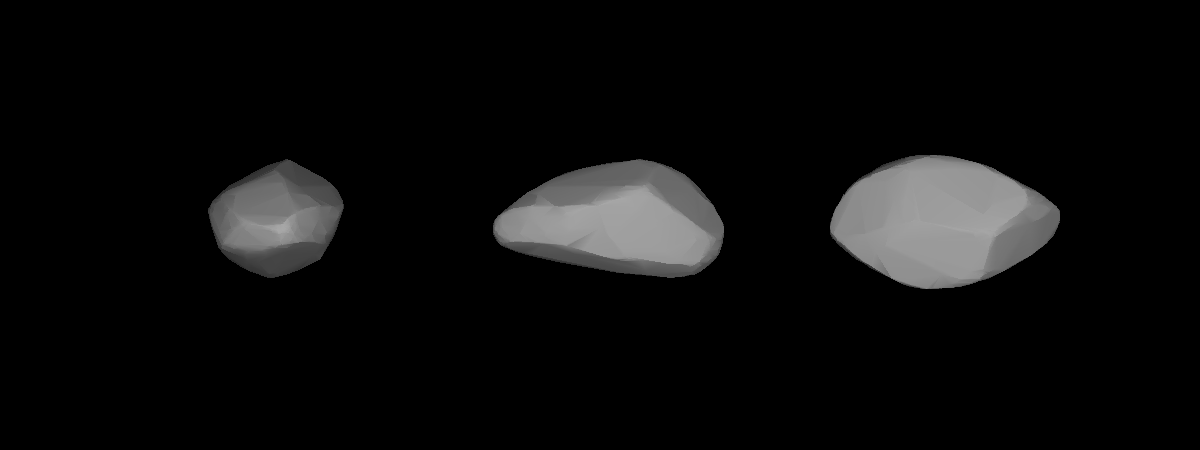
مدل سه‌بُعدی سیارک ۵۷۳ بر طبق منحنی نور آن

سیارک ۵۷۳ (به انگلیسی: 573 Recha، نامگذاری:1905RC) پانصد و هفتاد و سومین سیارک کشف شده‌است که در ۱۹ سپتامبر ۱۹۰۵ و در هایدلبرگ کشف شد.
قدر مطلق سیارک برابر ۹٫۶۰ است.